# 中国意象表现主义绘画
中国意象表现主义绘画，是1980年代由美国华盛顿大学美术学院教授、西太平洋艺术家联盟主席赵秀儒主导创立的一个全新绘画画派。參與者為一群来自中国的画家，包括陈燮君、顾德隆、徐庆平、李一平等。